# 莱济尼厄
莱济尼厄（法語：Lézigneux，法語發音：[leziɲø]）是法国卢瓦尔省的一个市镇，位于该省西部偏南，属于蒙布里松区。

## 地理
莱济尼厄（45°34'2"N, 4°3'39"E）面积15.04 平方千米，位于法国奥弗涅-罗讷-阿尔卑斯大区卢瓦尔省，该省份为法国中南部省份，北起顺时针与索恩-卢瓦尔省、罗讷省、伊泽尔省、阿尔代什省、上盧瓦爾省、多姆山省和阿列省接壤。
与莱济尼厄接壤的市镇（或旧市镇、城区）包括：福雷地区韦里耶尔、埃科泰洛尔姆、拉维约、马尔热里-尚塔格雷、蒙布里松、圣乔治欧特维尔、圣托马拉加德。

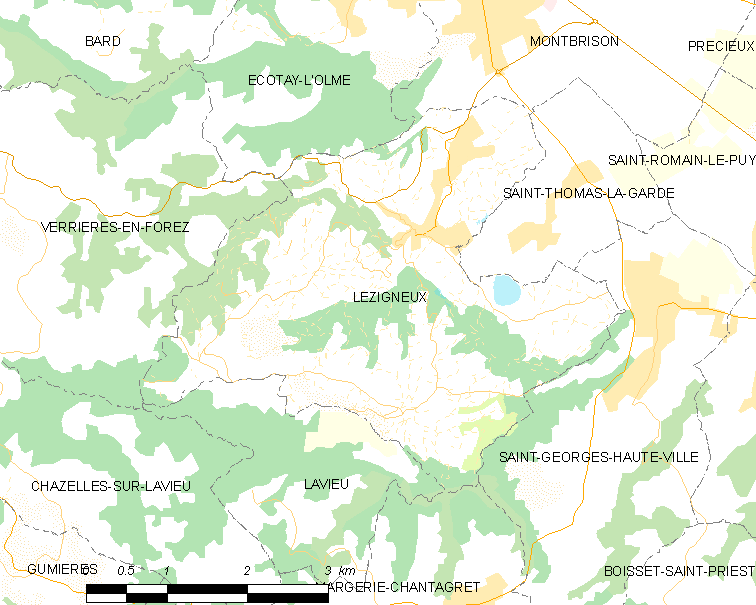
莱济尼厄的OSM定位图

莱济尼厄的时区为UTC+01:00、UTC+02:00（夏令时）。

## 行政
莱济尼厄的邮政编码为42600，INSEE市镇编码为42122。

## 政治
莱济尼厄所属的省级选区为蒙布里松县。

## 人口

1962-2008年间莱济尼厄人口变化图示

莱济尼厄于2022年1月1日时的人口数量为1747人。